# Temporada 1991-92 de los Milwaukee Bucks
La temporada 1991-92 fue la vigesimocuarta de los Milwaukee Bucks en la NBA. La temporada regular acabó con 31 victorias y 51 derrotas, ocupando el undécimo puesto de la Conferencia Este, no logrando clasificarse para los playoffs, rompiendo una racha de doce temporadas consecutivas accediendo a la fase por el título.

## Elecciones en elDraft
| Ronda | Puesto | Jugador      | Posición | Nacionalidad   | Universidad         |
| ----- | ------ | ------------ | -------- | -------------- | ------------------- |
| 1     | 18     | Kevin Brooks | Alero    | Estados Unidos | Louisiana-Lafayette |
| 2     | 45     | Bobby Phills | Escolta  | Estados Unidos | Southern            |

## Temporada regular
| División Central      | División Central | División Central | División Central | División Central | División Central | División Central | División Central | División Central |
| Equipo                | G                | P                | %                | PD               | Casa             | Fuera            | Div              |                  |
| --------------------- | ---------------- | ---------------- | ---------------- | ---------------- | ---------------- | ---------------- | ---------------- | ---------------- |
| y-Chicago Bulls       | 67               | 15               | .817             | —                | 36–5             | 31–10            | 22–6             |                  |
| x-Cleveland Cavaliers | 57               | 25               | .695             | 10               | 35–6             | 22–19            | 21–7             |                  |
| x-Detroit Pistons     | 48               | 34               | .585             | 19               | 25–16            | 23–18            | 15–13            |                  |
| x-Indiana Pacers      | 40               | 42               | .488             | 27               | 26–15            | 14–27            | 13–15            |                  |
| Atlanta Hawks         | 38               | 44               | .463             | 29               | 23–18            | 15–26            | 7–21             |                  |
| Milwaukee Bucks       | 31               | 51               | .378             | 36               | 25–16            | 6–35             | 10–18            |                  |
| Charlotte Hornets     | 31               | 51               | .378             | 36               | 22–19            | 9–32             | 10–18            |                  |

## Estadísticas

### Temporada regular
| Rk | Jugador           | Edad | P  | PT | MP   | TC  | TCI  | %TC   | T3  | T3I | %T3  | TL  | TLI | %TL  | RO  | RD  | RT  | AS  | RB  | TAP | BP  | FP  | PTS  |
| -- | ----------------- | ---- | -- | -- | ---- | --- | ---- | ----- | --- | --- | ---- | --- | --- | ---- | --- | --- | --- | --- | --- | --- | --- | --- | ---- |
| 1  | Jay Humphries     | 29   | 71 | 71 | 31.8 | 5.3 | 11.3 | .469  | 0.6 | 2.0 | .292 | 2.7 | 3.5 | .783 | 0.6 | 2.0 | 2.6 | 6.6 | 1.7 | 0.2 | 2.1 | 3.0 | 14.0 |
| 2  | Moses Malone      | 36   | 82 | 77 | 30.6 | 5.4 | 11.3 | .474  | 0.0 | 0.1 | .375 | 4.8 | 6.1 | .786 | 3.9 | 5.2 | 9.1 | 1.1 | 0.9 | 0.8 | 1.8 | 1.7 | 15.6 |
| 3  | Alvin Robertson   | 29   | 82 | 79 | 30.0 | 4.8 | 11.2 | .430  | 0.8 | 2.6 | .319 | 1.8 | 2.4 | .763 | 2.1 | 2.1 | 4.3 | 4.4 | 2.6 | 0.4 | 2.7 | 3.2 | 12.3 |
| 4  | Dale Ellis        | 31   | 81 | 11 | 27.0 | 6.0 | 12.8 | .469  | 1.7 | 4.1 | .419 | 2.0 | 2.6 | .774 | 1.1 | 2.0 | 3.1 | 1.3 | 0.7 | 0.2 | 1.5 | 1.9 | 15.7 |
| 5  | Frank Brickowski  | 32   | 65 | 60 | 23.9 | 4.7 | 9.0  | .524  | 0.0 | 0.1 | .500 | 1.9 | 2.5 | .767 | 1.5 | 3.8 | 5.3 | 1.9 | 0.9 | 0.4 | 1.7 | 3.4 | 11.4 |
| 6  | Larry Krystkowiak | 27   | 79 | 16 | 23.4 | 3.7 | 8.4  | .444  | 0.0 | 0.1 | .000 | 1.6 | 2.1 | .757 | 1.7 | 3.8 | 5.4 | 1.4 | 0.7 | 0.2 | 1.5 | 2.8 | 9.0  |
| 7  | Fred Roberts      | 31   | 80 | 63 | 21.8 | 3.9 | 8.1  | .482  | 0.2 | 0.5 | .514 | 1.6 | 2.1 | .749 | 1.3 | 1.9 | 3.2 | 1.5 | 0.7 | 0.5 | 1.5 | 2.2 | 9.6  |
| 8  | Jeff Grayer       | 26   | 82 | 11 | 20.2 | 3.8 | 8.4  | .448  | 0.2 | 0.8 | .288 | 1.2 | 1.9 | .667 | 1.6 | 1.6 | 3.1 | 1.8 | 0.8 | 0.2 | 1.3 | 1.7 | 9.0  |
| 9  | Lester Conner     | 32   | 81 | 9  | 17.5 | 1.3 | 3.0  | .431  | 0.0 | 0.1 | .000 | 1.0 | 1.4 | .704 | 0.8 | 1.5 | 2.3 | 3.6 | 1.2 | 0.1 | 1.0 | 1.1 | 3.5  |
| 10 | Danny Schayes     | 32   | 43 | 4  | 16.9 | 1.9 | 4.6  | .417  | 0.0 | 0.0 |      | 1.7 | 2.2 | .771 | 1.3 | 2.6 | 3.9 | 0.8 | 0.4 | 0.4 | 1.0 | 2.3 | 5.6  |
| 11 | Brad Lohaus       | 27   | 70 | 8  | 15.4 | 2.3 | 5.1  | .450  | 0.8 | 2.1 | .396 | 0.4 | 0.6 | .659 | 0.9 | 2.6 | 3.6 | 1.1 | 0.6 | 1.0 | 0.7 | 2.1 | 5.8  |
| 12 | Steve Henson      | 23   | 50 | 1  | 7.7  | 1.0 | 2.9  | .361  | 0.5 | 1.0 | .479 | 0.5 | 0.6 | .793 | 0.3 | 0.5 | 0.8 | 1.6 | 0.3 | 0.0 | 0.8 | 1.0 | 3.0  |
| 13 | Dave Popson       | 27   | 5  | 0  | 5.2  | 0.6 | 1.4  | .429  | 0.0 | 0.2 | .000 | 0.2 | 0.4 | .500 | 0.4 | 0.6 | 1.0 | 0.6 | 0.4 | 0.2 | 0.8 | 1.0 | 1.4  |
| 14 | Jerome Lane       | 25   | 2  | 0  | 3.0  | 0.5 | 0.5  | 1.000 | 0.0 | 0.0 |      | 0.5 | 1.0 | .500 | 0.5 | 1.5 | 2.0 | 0.0 | 0.0 | 0.0 | 0.5 | 0.5 | 1.5  |